# 倫敦大學金匠學院校友列表
以下是倫敦大學金匠學院著名校友列表：

## 藝術、設計
- Bernd Behr （页面存档备份，存于） - 台德混血藝術家
- 盧西安·弗洛伊德 - 英國藝術家、弗洛伊德孫子
- Gary Hume （页面存档备份，存于） - 藝術家
- Antony Gormley （页面存档备份，存于）- 雕塑家
- 达米恩·赫斯特 - 英國藝術家、曾获得英国当代艺术大奖特纳奖
- Margaret Howell （页面存档备份，存于） - 時裝設計師
- Steve McQueen - 藝術家、電影製作人
- Mary Quant （页面存档备份，存于） - 時裝設計師、迷你裙之母
- Bridget Riley （页面存档备份，存于） - 畫家，擅長奥普艺术
- Gillian Wearing （页面存档备份，存于） - 概念藝術家
- 薇薇安·魏斯伍德 - 英國時裝設計師、龐克教母
- 唐大雾 （页面存档备份，存于） - 新加坡藝術家
- 謝素貞 - 北京今日美術館館長，前臺北當代藝術館館長

## 新聞傳媒
- Corrie Corfield （页面存档备份，存于） - BBC新聞主播
- Sarah Walker （页面存档备份，存于） - BBC主播
- Wendy Hurrell （页面存档备份，存于） - BBC電視台氣象主播
- Malcolm Laycock （页面存档备份，存于） - 已故BBC Radio 2、英國廣播公司國際頻道廣播主持人
- Keir Simmons （页面存档备份，存于） - 記者、美國全國廣播公司新聞頻道駐英國記者
- Lian Pek - 新加坡亞洲新聞台總編輯、資深副總裁、曾任半島電視台主播
- Sarah Sands （页面存档备份，存于） - 記者、倫敦《標準晚報》編輯
- Julian Clary （页面存档备份，存于） - 英國電視主持人
- Goldierock （页面存档备份，存于） - 電視主持人、DJ
- Alex Zane （页面存档备份，存于） - 電視主持人
- Talib Haider - 巴基斯坦Geo News電視新聞主播
- Ansar Abbasi （页面存档备份，存于） - 巴基斯坦《喀拉蚩新聞報》記者
- Þórhallur Gunnarsson （页面存档备份，存于） - 冰島電視主持人、演員
- Owen Hatherley （页面存档备份，存于） - 記者、作家
- Julia Voss （页面存档备份，存于） - 德國《法蘭克福匯報》記者
- 卓韻芝 - 香港藝人、主持人
- 葉冠霖 - 香港電台主持人、編導
- 林柏希 - 香港電台新城娛樂台監製及節目主持人
- 謝明莊 - 香港資深攝影工作者
- 黎佩兒 - 香港資深新聞工作者、曾任香港記者協會主席
- 张丽佳 - 中國記者、作家
- 戈攻 - 中國上海外語頻道International Channel Shanghai 副總監

## 音樂
- 戴蒙·亞邦 - 知名英國音樂人，布勒樂團的主唱
- 葛拉罕·卡克森 - 英國創作歌手、布勒樂團的吉他手
- Malcolm McLaren （页面存档备份，存于） - 已故知名音樂經紀，發掘知名龐克樂團性手槍，被譽為英國龐克教父
- James Blake - 歌手，電子音樂製作人，入圍第56屆葛萊美獎
- 约翰·凯尔 - 美国摇滚乐队地下絲絨的创始成员
- Katy B - 英國歌手
- Martyn Brabbins （页面存档备份，存于） - 英國指揮家
- Alexander Brown （页面存档备份，存于） - 音樂錄影帶導演
- Carolina Herrera - 哥倫比亞歌手
- Alex James （页面存档备份，存于） - 歌手、詞曲作者
- Rose Jang （页面存档备份，存于） - 美國韓裔歌劇家

- Brian Molko - 盧森堡歌手

## 電影、戲劇
- Sam-Taylor Johnson （页面存档备份，存于） - 英國導演,電影格雷的五十道陰影導演 [1]
- Ely Dagher （页面存档备份，存于） - 電影導演，榮獲2015法國坎城影展最佳短片金棕櫚獎
- Steve McQueen （页面存档备份，存于） - 英國電影導演，奧斯卡與金球獎得主
- Gwyneth Powell （页面存档备份，存于） - 英國演員
- George Baker （页面存档备份，存于） - 已故英國演員
- Paul Bush （页面存档备份，存于） - 英國電影監製
- David Tattersall （页面存档备份，存于） - 英國電影攝影師、曾獲艾美奬
- Bader Ben Hirsi （页面存档备份，存于） - 英國劇作家
- Dennis Kelly （页面存档备份，存于） - 英國電視、舞台劇作家
- Ian Rickson （页面存档备份，存于） - 英國電影、舞台劇導演
- Amy Robbins （页面存档备份，存于） - 電視、電影、舞台劇演員
- Nelson Chia 謝燊傑 （页面存档备份，存于） - 新加坡演員
- Kalki Koechlin （页面存档备份，存于） - 印度電影演員
- 湯志偉 - 台灣演員、主持人
- 謝忻 - 台灣女藝人

## 政治界
- 比亚特丽斯郡主 - 英國比亞特麗斯郡主、英國女王伊麗莎白二世的孫女
- John Austin （页面存档备份，存于） - 英國政治人物、隸屬於工黨
- Tessa Jowell （页面存档备份，存于） - 英國工黨政治人物
- Henry Berry （页面存档备份，存于） - 已故英國政治人物、隸屬工黨
- Cathy Jamieson （页面存档备份，存于） - 蘇格蘭工黨政治人物
- Darren Johnson （页面存档备份，存于） - 政治人物、英格蘭和威爾士綠黨黨員
- Rania Khan - 英國政治人物
- Fiona Mactaggart （页面存档备份，存于） - 英國國會議員、隸屬工黨
- David McCalden （页面存档备份，存于） - 已故英國極右派政治人物
- Kerry McCarthy （页面存档备份，存于） - 英國工黨國會議員
- Frances Morrell （页面存档备份，存于） - 已故英國政治人物
- Princess Nejla bint Asem （页面存档备份，存于） - 約旦公主

## 文學、學術
- Mike Phillips （页面存档备份，存于） - 英國作家
- Gladys Mitchell （页面存档备份，存于） - 已故英國作家
- Stuart Pigott （页面存档备份，存于） - 英國作家、葡萄酒評論家
- Ross Raisin （页面存档备份，存于） - 小說家
- Amy Sackville （页面存档备份，存于） - 英國作家、曾獲2010 John Llewellyn Rhys Prize
- Diane Samuels （页面存档备份，存于） - 英國作家、電視劇作家
- R. J. Unstead （页面存档备份，存于） - 已故歷史學家、作家
- Katherine Weare （页面存档备份，存于） - 教育學者、南安普敦大学教授
- Sarat Maharaj （页面存档备份，存于） - 南非作家、研究員、教授
- Hisham Matar （页面存档备份，存于） - 利比亞作家、曾獲2006年曼布克奖
- 郭力昕 - 台灣政治大學廣電系教授
- 朱全斌 - 台灣國立台灣藝術大學應用媒體藝術研究所教授、傳播學院院長
- 馬傑偉 - 香港中文大學新聞傳播學系教授
- 錢憶親 - 香港浸會大學新聞系助理教授
- 毛利嘉孝 （页面存档备份，存于） - 教授、專長日本社會、媒體、文化研究
- 譚劍 - 香港推理及科幻小說作家

## 著名教授
- James Curran -英国新闻传播学學者、著名著作为《有权无责 英国新闻史》（Power Without Responsibility）等
- Angela McRobbie （页面存档备份，存于） - 英國傳播學者、著名著作为《女性主义与青年文化》（Feminism and Youth Culture）
- Scott Lash （页面存档备份，存于） - 社會學教授、著名著作为《组织化资本主义的终结》、《資訊批判》、等。
- Mike Featherstone （页面存档备份，存于） - 社會學教授、現任社會學學術期刊《理論、文化與社會 Theory, Culture & Society》主編
- Michael Dutton - 政治學教授，研究專長包括中國研究、後殖民研究
- Martin Michael Craig-Martin （页面存档备份，存于） - 榮譽美術系教授、曾設計倫敦奧運海報

1. ↑  [http://www.gold.ac.uk/honorary-graduates/# （页面存档备份，存于）